# Mechanitis caucaënsis
Mechanitis caucaënsis är en fjärilsart som beskrevs av Richard Haensch 1909. Mechanitis caucaënsis ingår i släktet Mechanitis och familjen praktfjärilar. Inga underarter finns listade i Catalogue of Life.